# Poissonnière (metrostation)
Poissonnière er en station på linje 7 i metronettet i Paris, beliggende på grænsen mellem 9. og 10. arrondissement. Stationen blev åbnet 5. november 1910.
Stationen ligger i nærheden af krydset mellem rue La Fayette og rue du Faubourg Poissonière, som den er opkaldt efter. Gaden blev brugt af fiskehandlerne (fransk: Poissonière) fra Boulogne og andre havnebyer for at fragte deres varer fra kysten og ind til markedet Les Halles i Paris. Vejen følger generelt set en gammel romersk vej frem til det sted, hvor byporten Porte des Poissonniers i det 19. århundrede gav adgang til Paris.

## Trafikforbindelser
- RATP